# Sorapilla
Sorapilla, rod pravih mahovina u redu Hypnales čini samostalnu porodicu Sorapillaceae Postoje dvije priznate vrste

## Vrste
1. Sorapilla papuana Broth. & Geh.
2. Sorapilla sprucei Mitt.